# Steve Heimbecker
Steve Heimbecker est un artiste pionnier de l'art sonore au Canada. Ses œuvres font partie de la collection du Musée national des beaux-arts du Québec, de l'Alberta Foundation for the Arts et ont été exposées à travers le Canada, aux États-Unis, au Pérou et en Europe.

## Biographie
Steve Heimbecker est né à Springwater en Saskatchewan en 1959 et a étudié les beaux arts au Alberta College of Art + Design (ACAD). Il a vécu et travaillé à Calgary en Alberta, en Saskatchewan, puis à Montréal. Il vit et travaille dans la région de l'Estrie au Québec.
Il est récipiendaire de deux mentions honorifiques du Prix Ars Electronica, une première en 2005 dans la catégorie "Art interactif" pour son œuvre POD: Wind Array Cascade Machine et une seconde en 2009, dans la catégorie "Musique numérique et art sonore", pour The Turbulence Sound Matrix: Signe.

## Démarche
Depuis les années 1980 les deux principaux axes de recherche et de création de Steve Heimbecker sont l'acousmatique (expérience spatiale du son) et la sculpture et l'installation sonore (expérience sonore d'un objet situé dans un lieu). Il cherche ainsi à étudier notre rapport à l'environnement sonore et l'influence des technologies sur celui-ci, dans la foulée des travaux de R. Murray Schafer. L'artiste utilise l'expression "sound pool" pour décrire sa pratique en art sonore. Il adopte notamment l'expression pour intituler un projet qu'il réalise en 1996, Soundpool: The Manufacturing of Silence.

## Œuvres notables

### The Turbulence Sound Matrix: Signe(2008)
The Turbulence Sound Matrix (TMS) est une installation composée d'un réseau de haut-parleurs de 64 canaux formant un environnement sonore immersif. Signe est une composition d'art sonore conçue spécifiquement pour TMS et formée de trois couches de son : vent, machine à écrire et piano à queue.

### POD:Wind Array Cascade Machine(2003)
L'installation POD: Wind Array Cascade Machine est composée de deux modules. Soixante-quatre tiges métalliques équipées de capteurs de mouvement sont installées sur un toit et enregistrent les fluctuations du vent. Ce premier module est connecté au second, montré dans une salle d'exposition et formé de soixante-quatre autres pôles sur lesquelles sont intégrées 2880 diodes électroluminescentes, qui s'allument et s'éteignent au rythme du vent capté par le premier module extérieur. Les données captées par l'œuvre sont retransmises en direct sur internet. Les composantes électroniques et logicielles de l'installation sont développées avec l'équipe du centre d'artiste Avatar.
L'œuvre est montrée à la coopérative Méduse à Québec en 2003 dans le cadre de l'événement Mois Multi 2, à la fondation Langlois et à Oboro à Montréal, puis au Musée d'art contemporain Kiasma à Helsinki, en Finlande, dans le cadre de l'International Symposium on Electronic Art (ISEA) en 2004. Elle intègre la collection d'art actuel du Musée national des beaux-arts du Québec en 2013.

### The Enormouslessness of Cloud Machines(1999)
The Enormouslessness of Cloud Machines est une anthologie publiée dans le catalogue Ohm-Avatar. L'album double réunit huit œuvres de l'artiste réalisées entre 1992 et 1998 : Engine: An Octaphonic Movement (1992), Drip Doodle #1 (1995), Tic Talk #1, Feathers and Flies #1 (1998), Elevator Music, The Forum for the Alienation of Art, SpinCycle, Untitled,.

### Soundpool: The Manufacturing of Silence(1996)
Soundpool est une proposition artistique jouant avec humour sur le principe d'isolation acoustique qui vise à annuler le bruit par la superposition d'une couche d'ondes sonores dont la phase est inverse. L'installation comprend huit peintures de grand format disposées au centre d'une salle et activées comme des haut-parleurs par huit moteurs. Elle est d'abord présentée à la Galerie Illingworth Kerr à Calgary en 1996. Au cours de la même année, l'artiste poursuit le développement de l'œuvre dans le cadre d'une résidence au centre d'artistes Avatar à Québec. Elle est également présentée à Québec (1996), Edmonton (1996) et Montréal (2001).